# Burg Winzenburg
Die Burg Winzenburg war eine Spornburg auf einem Bergsporn des Sackwaldes oberhalb von Winzenburg und südöstlich von Alfeld (Leine). Heute ist die Anlage eine Burgruine, die hauptsächlich aus den Resten des fünfeckigen Bergfrieds besteht.

## Baubeschreibung
Die Burg bestand aus der Hauptburg auf einem Wohnhügel, einem großen Burghof sowie dem vorgelagerten fünfeckigen Bergfried. Sie war eine besonders stark ausgebaute Festung mit einem spitzovalen Grundriss von 200 Meter Länge und 80 Meter Breite. Auf der 40 × 65 m großen Hauptburg am Südwestende standen ein Bergfried, ein Wohngebäude sowie eine Zisterne. Östlich der Hauptburg erstreckt sich ein Burghof, an dessen Ostende auf einem Hügel die noch 10 m hoch erhaltene Ruine eines fünfeckigen Bergfrieds steht. Sein Mauerwerk hat eine Stärke von rund drei Metern.
Ein 40 m breiter Halsgraben trennt diese Hauptburg von einem anschließenden Plateau, das 150 m weiter im Osten von einem weiteren Halsgraben begrenzt wird. 300 m weiter östlich befindet sich der Gartenkamp als kleiner Ringwall, dessen möglicher Zusammenhang mit der Winzenburg bisher nicht erforscht ist.
Der historischen Überlieferung lässt sich entnehmen, dass Bischof Bernhard I. (1130–1153) zunächst hölzerne Türme errichtete, bevor unter Bischof Bruno (1153–62) ein „sehr starker“ Steinturm erbaut wurde. Bischof Siegfried I. (1216–1221) erhöhte das „untere Haus“ um ein Stockwerk und baute die Bischofswohnung aus. An die Kernburg wurde um 1200 nach Osten eine etwa 7 m tiefer gelegener, großer Vorhof angegliedert. Bischof Otto I. (1260–79) ließ die Burg ummauern.
Auf der Hauptburg ist die Zisterne rekonstruiert worden. Das Wasser wurde von den unterhalb liegenden Apenteichquellen per Esel auf dem Eselssteig hoch zur Burg gebracht. Die Quellen speisten die 1220 angelegten Apenteiche. Die Quellen waren ein heidnischer Kultbereich, in dem etwa 5000 Jahre alte Opfergaben gefunden wurden.

## Geschichte

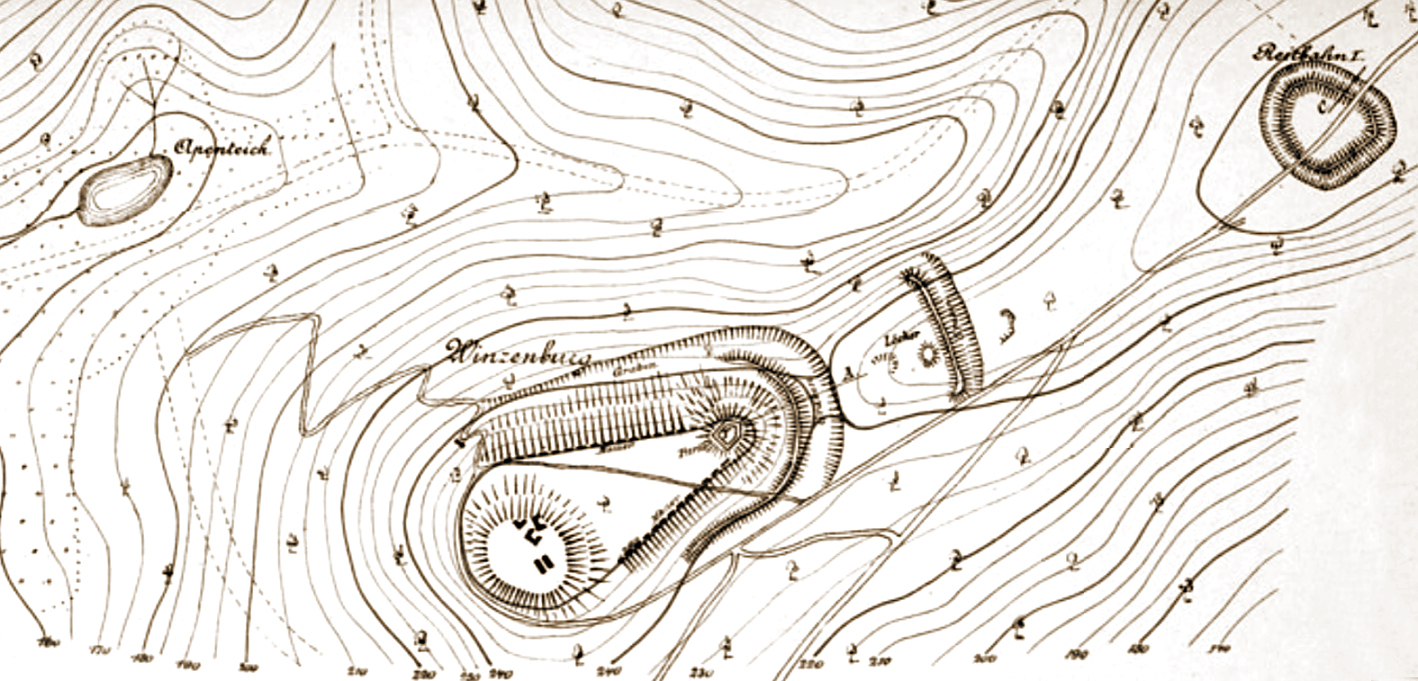
Lageskizze der Burg Winzenburg mit dem Gartenkamp von Carl Schuchhardt um 1916

Erstmals urkundlich erwähnt wurde die Burg 1109, als Hermann I. aus dem Hause der Grafen von Formbach die Burg von seinem Onkel, dem Hildesheimer Bischof Udo von Gleichen-Reinhausen, als Lehen erhielt und sich nach ihr benannte. Sie ist vermutlich im 11. Jahrhundert errichtet worden, ob auf Eigengut des Grafen oder auf Hildesheimer Kirchengut, ist nicht zu entscheiden. 1130 geriet Hermann mit seinem Vasallen Burchard I. von Loccum wegen des Baus von dessen Burg in Streit und ließ ihn auf einem Kirchhof ermorden. Daraufhin wurde er auf einem Fürstentag verurteilt und all seine Lehen wurden eingezogen. Die Winzenburg fiel somit zurück an das Bistum Hildesheim. Da Hermann auf der Winzenburg Widerstand leistete, zerstörte der spätere Kaiser Lothar III. die Burg. Bischof Bernhard I. baute mit königlicher Erlaubnis die Burg wieder auf und versuchte mit päpstlichen Mandaten zu verhindern, dass sie wieder an die um Restitution bemühten Grafen ging. Auf Druck Königs Konrad III. wurde die Burg 1150 an Hermann II. von Winzenburg zurückgegeben.  Nachdem dieser 1152 zusammen mit seiner Frau auf der Winzenburg ermordet wurden, blieb sie in direkter bischöflicher Verwaltung. Besonders im 13. Jahrhundert wurde die Winzenburg mit häufigen Bischofsaufenthalten zur wichtigsten Burg und zum Sitz des größten Amtes im Hochstift Hildesheim. 1522 musste die Burg in der Hildesheimer Stiftsfehde an die die Burg belagernden Herzöge von Braunschweig-Lüneburg übergeben werden, nachdem der Pulvervorrat explodiert war. Von 1523 bis 1643 war die Burgruine im Besitz des Fürstentums Braunschweig-Wolfenbüttel. Aus Steinen der Burg ließ der Herzog im Tal beim früheren Dorf Hasekenhusen – dem heutigen Winzenburg – einen Amtshof errichten. Ab Mitte des 16. Jahrhunderts war die Burg dem Verfall preisgegeben.

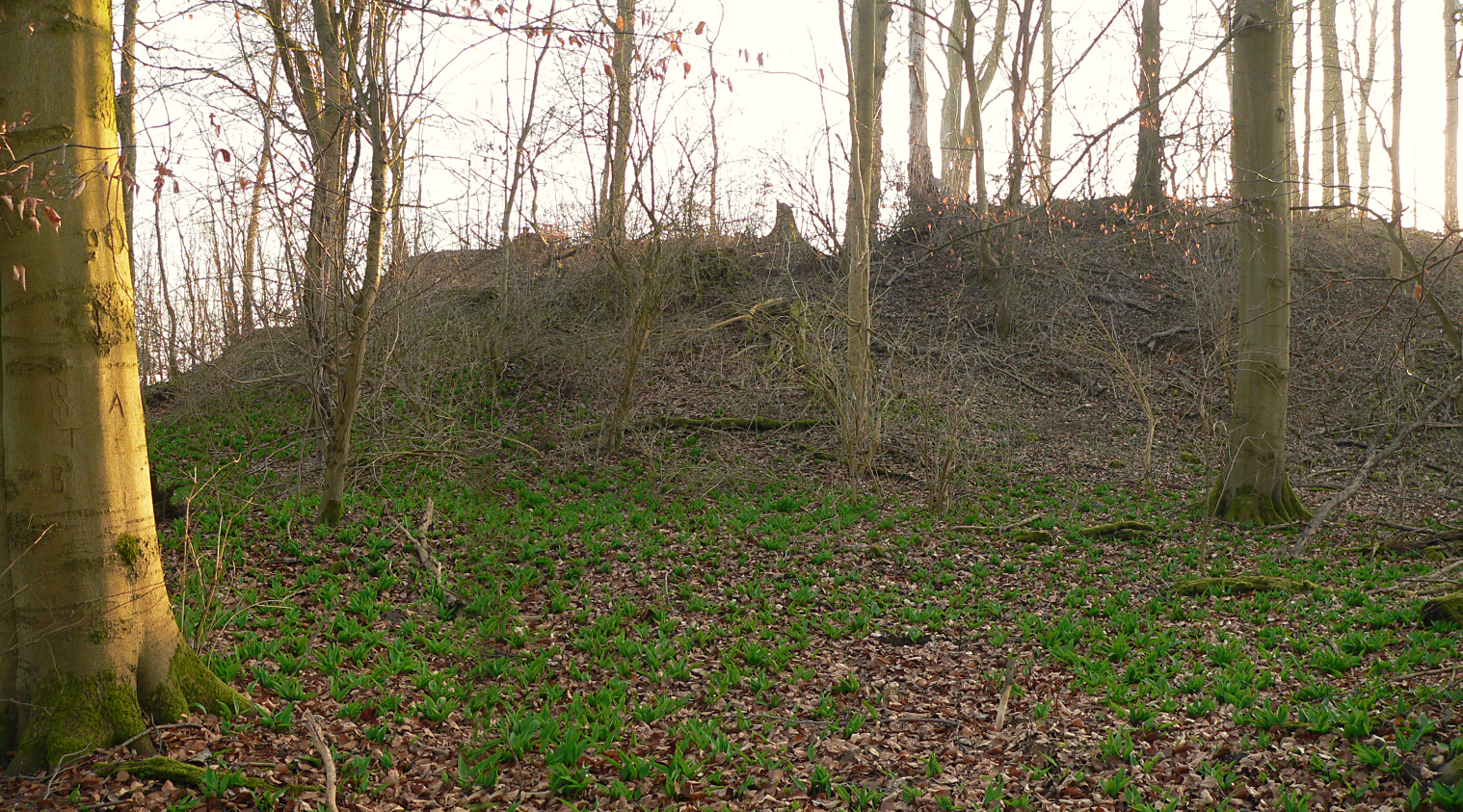
Wohnhügel oberhalb des Burghofs
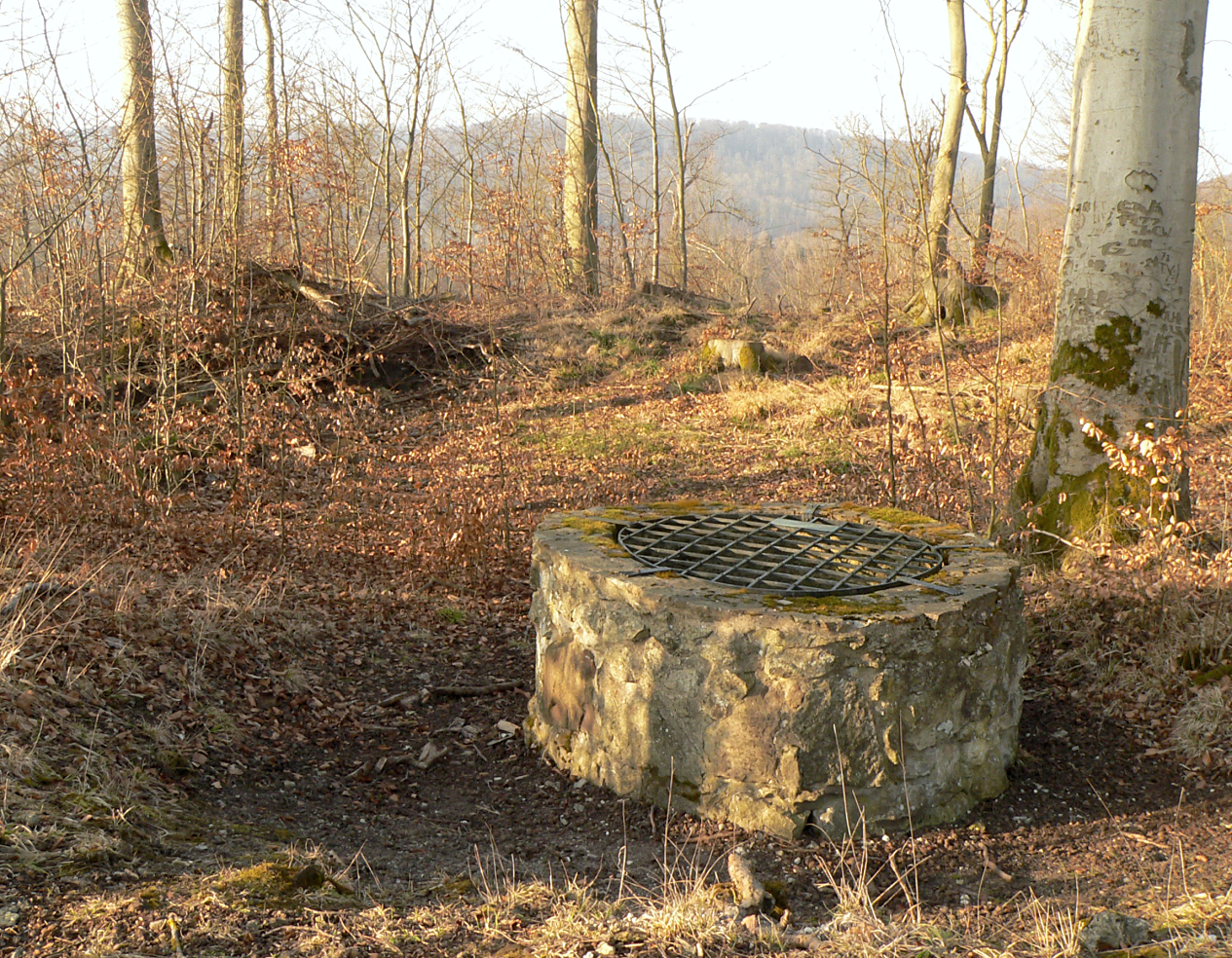
Aufgemauerte Zisterne auf dem Wohnhügel
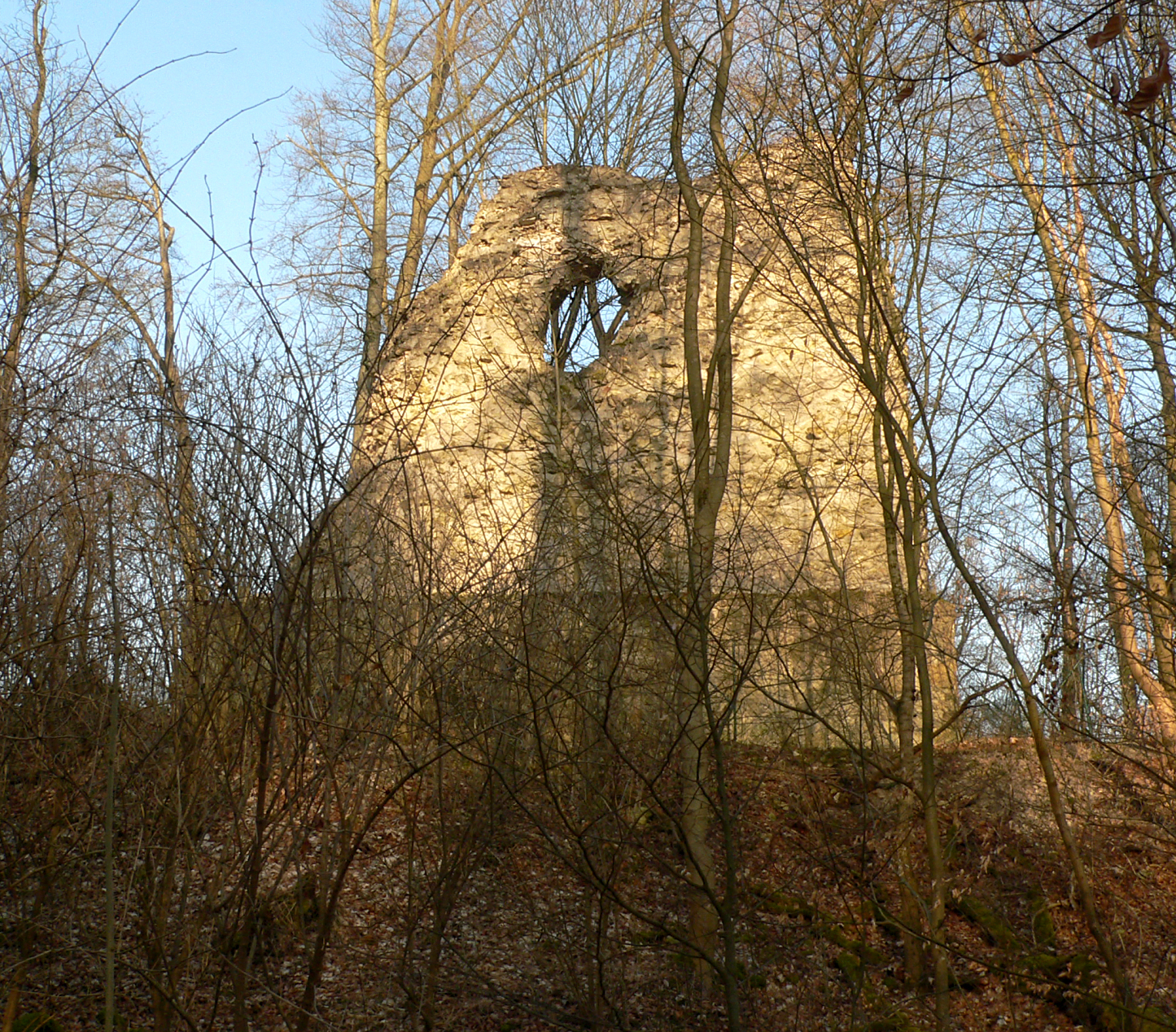
Blick vom Burghof auf die Rückseite des Bergfrieds
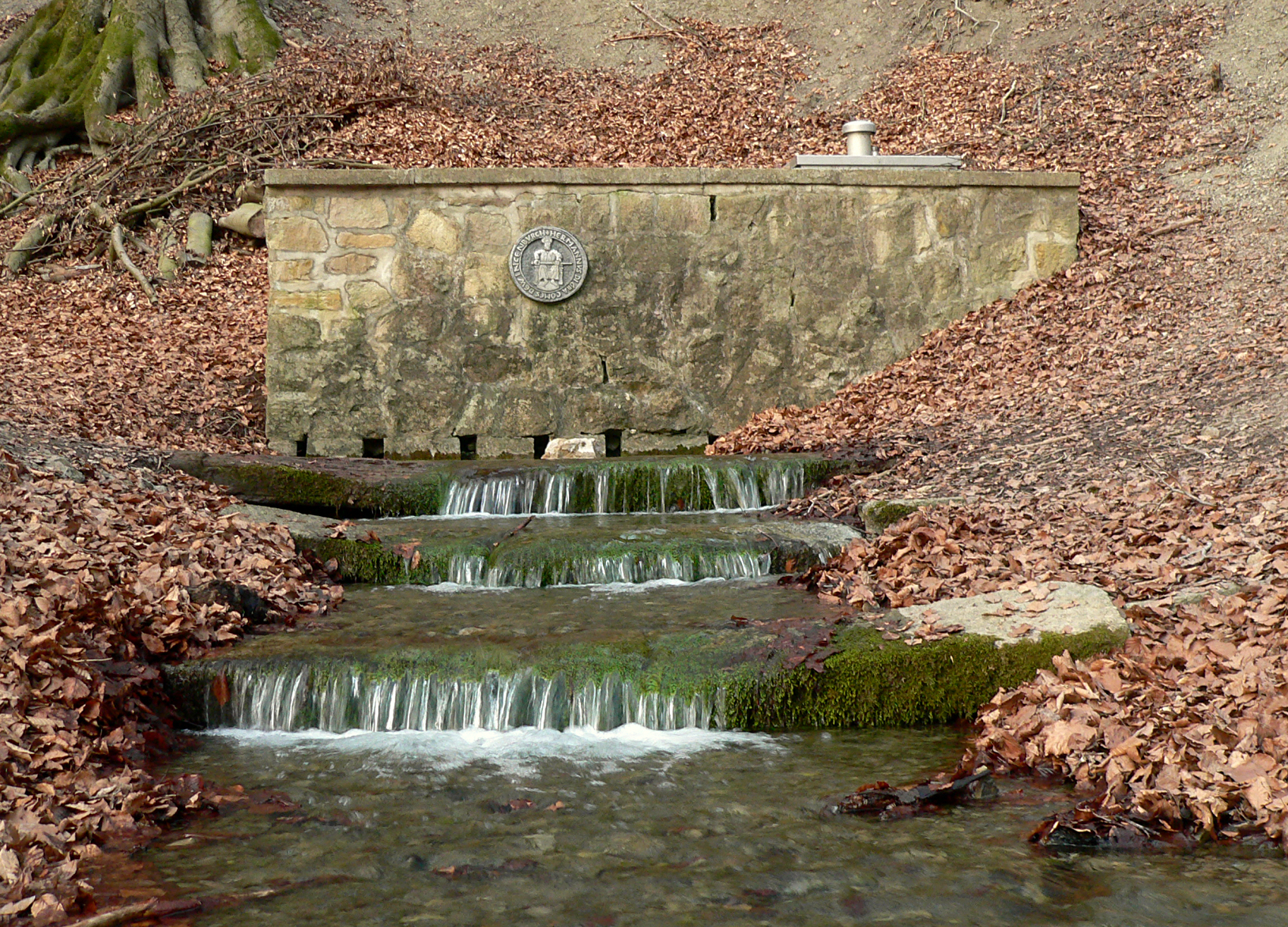
Apenteichquelle am Fuß des Burgberges

## Befestigungsanlagen in der Nähe
- Eringaburg
- Burg Greene
- Burg Hausfreden
- Dörhai
- Tiebenburg
- Ohlenburg
- Läsekenburg
- Hohe Schanze